# Aschersoniodoxa cachensis
Aschersoniodoxa cachensis là một loài thực vật có hoa trong họ Cải. Loài này được (Speg.) Al-Shehbaz mô tả khoa học đầu tiên năm 1990.